# Onitis obscurus
Onitis obscurus là một loài bọ cánh cứng trong họ Bọ hung (Scarabaeidae).